# Araneus radja
Araneus radja är en spindelart som först beskrevs av Carl Ludwig Doleschall 1857.  Araneus radja ingår i släktet Araneus och familjen hjulspindlar. Inga underarter finns listade i Catalogue of Life.